# Стрелов, Виктор Александрович
Виктор Александрович Стрелов — советский хозяйственный и политический деятель.

## Биография
Родился в 1938 году в селе Абрамово. Член КПСС.
Окончил техникум механизации и электрификации сельского хозяйства.
В 1960—1998 гг. — слесарь-сборщик Арзамасского приборостроительного завода.
Избирался депутатом Верховного Совета СССР 9-го созыва.
Лауреат Государственной премии СССР 1973 года закрытым Постановлением Совета Министров СССР и ЦК КПСС.
Почетный гражданин города Арзамас.
Умер в 2020 году в Арзамасе.

## Награды
- Орден Ленина
- Орден Трудового Красного Знамени